# 汉西站
汉西站，又称汉口西站，是一个京广铁路上的铁路车站，站场中心位于京广铁路K1196+965处，位于湖北省武汉市硚口区汉西路，建于1958年，目前为一等站，邮政编码为430034。目前客运：不办理旅客乘降；行李、包裹托运；货运：仅办理专用线、专用铁道整车货物发到；不办理零担货物发到；不办理集装箱业务。汉丹铁路汉西联络线、汉口联络线于车站北咽喉分出。车站北咽喉从西至东分别为汉西下行联络线、京广上行线、京广下行线、汉西上行联络线和京广下行客车线。

## 概述
车站于1958年建站，1961年，汉丹铁路汉西至随县开通，汉西站和江岸西站一起为汉丹铁路的两个起点站之一，车站客货运运量增加，车站业务扩大到办理全国零担货物到发中转。1967年车站新增三条股道。1972年汉口迂回线实现复线化。1974年8月25日兴建汉西货场，设计零担货物总到发能力160万吨，成为武汉铁路枢纽零担货物到发和武大、襄渝、汉丹、焦枝、京广等线到发及中转零担货物的主要场所。1980年底完工。1987年6月12日，新建集装箱专用货区投入运营。1991年位于金家墩的新汉口站建成通车，与本站成为邻站。

## 历史

### 建站始末
1952年，铁道部提出武汉铁路枢纽总体规划，车站作为一期工程中汉口迂回线的一部分亦囊括在内。当时，车站初定名“汉口西站”（郑州局一度经常误称为“汉阳西站”），简称汉西，豫建造于汉口王家墩机场西侧，车站定位为货运站，主要办理汉口西部零担货运（江岸站为辅），并拆除玉带门站原有通往机场的专用线，并规划未来办理客运、与川汉铁路接轨。
在车站建立之前，京广铁路（京汉铁路）在汉口市区业已有众多货场，老汉口站、玉带门站及循礼门站（当时为汉口站的货场）都有各自的货运业务，但由于城市的扩张，既有车站的站场无法扩建不说，且影响市区交通，早在武汉铁路枢纽初期计划里，这两座车站的货运业务都列于关闭计划之中，货运到发业务将移交至本站。当时武汉市城市规划委员会致函汉口铁路分局，汉口西站修建完成后，铁路部门将无条件拆除位于玉带门站的站内货场及阮家台货场。然而，本站下河线（通往铁水联运码头的线路）的建设将会波及宗关水厂的自来水管线，因此下河线建设计划搁置，玉带门及循礼门站的货运业务保留，铁水联运仍交由玉带门站下河线（阮家台及皇经堂货场）担当，待至未来汉西下河线修毕后，再将玉带门站改为纯客运车站（但最后原定修在本站的下河线改在汉丹线舵落口站修筑）。
1957年，枢纽一期工程开工，1958年10月25日，车站建成交付，定里程为汉口迂回线K13+465，当时，车站内仅有股道5条，正线1股、到发线3股、牵出线1股。然受“大跃进”影响，既有站场规模无法满足运输要求，1959年3月，车站扩建工程作为枢纽第二期工程的一部分被铁道部送往审批。

### 汉丹线接入及京广复线建设
1958年，湖北地方铁路局决定修建汉丹线，定本站为线路起点。1961年10月，汉丹线汉西至随县段开通，车站开始办理客运业务。1962年3月，汉丹线延长至唐长镇，客车及混合列车改由本站始发终到。此时，汉西至随州间每日开行一对普客列车、一对混合列车、两对货运列车。另外，由于汉丹线的货运业务，湖北地方铁路局在车站西侧修建有汉丹营业所（1964年合并至车站），车站的货运量激增，至1969年，货物发送量达6.6万吨，为1967年的1.5倍。至此，汉西车站货场已初具雏形。当时，车站为四等中间站，站内仍有股道5条，正线1股、到发线3股、牵出线1股，因此既有到发线极其紧张。
1969年春，汉阳至丹水池站间的汉口迂回线完成复线化改造，是以改称京广复线，车站里程使用京广铁路里程，改为K1196+947。与此同时，车站站场也进行了扩建，将旧汉丹营业所设施改建为货物仓库，营业所专用线改为货物线；另外，由于当时汉丹线客货列车皆在本站始发终到，为方便旅客乘降，还在2、4道间修建旅客站台一座，在车站兴建旅客站房。当时，车站为四等客货运站，站内有股道7条，正线3股（京广复线2股、汉丹1股）、到发线4股。

### 汉西货场
由于前章提及关于武汉铁路枢纽一期工程的搁置问题日益严重，铁路部门及武汉市府皆一直意将货运迁移。市府认为，汉口站大智门货场装卸经常导致交通拥堵；循礼门货场更甚，且因武汉繁华市街江汉路横亙站场，道口经常关闭，行人纷纷横穿铁路及钻车，经常发生事故，安全隐患大。铁路部门认为，现有的零散货运业务分散在江岸、汉口、武昌、武昌北办理，既有货场规模狭小，设备简陋；且不利于及时转运。
因此，1973年，铁道部决定将武汉枢纽零散货运集中至本站，扩建车站，在车站西侧设立汉西货场。1974年8月，经过预算商讨及方案比对，货场开工建设，历时5年，终在1979年10月31日竣工投产。后又历经扩建，终于1982年达到如今规模。1987年，集装箱货区投入运营。车站在1977年升为二等客货运站，当时，站内有股道12条，正线3股（京广复线2股、汉丹1股）、到发线7股、牵出线2股。另外，车站还负责武大、汉丹、襄渝、焦枝和京广的部分零担中转业务。
1983年，隶属车站管辖的复兴湾线路所（在今汉口客技所位置）升格为五等复兴湾站，仍由车站管辖。

### 进一步发展及业务转型
随着铁路货运的进一步发达，以及京广线郑武段电气化改造，汉西车站的站场仍需扩建。经历车站股道增加、货物专用线的增加、车站咽喉部的改造、新建信号楼、电气化供电线等一系列改造，截至1992年郑武段电气化改造工程完工，车站为一等站，站内有股道15条，所有线路总延长达22292米。另外，由于1991年10月，位于金家墩的新汉口站投入使用，车站所管辖的复兴湾车站撤销。
90年代初，受经济影响，汉西车站周围数个国营企业经营困难，近百万平方米的厂房、土地、仓库闲置。1992年武汉市日用杂品公司利用这些闲置设施靠近汉西车站的优势，开办汉西陶瓷市场，引进个体商户经营。1995年，硚口区政府在汉西路修建西汉正街市场，鼓励下岗职工再就业。至1996年末，西汉正街市场初步形成以经营陶瓷、石材、装饰材料等建材商品为主的市场格局。尔后，又利用汉西货场及附近土地相继建成了数个建材市场，诸如南国大武汉家装、红星美凯龙。至2017年，宗关街道辖区内共有大型建材专业市场12个，这些市场集中在汉西一路以东、解放大道以北、汉西车站及建设大道以西、汉西二路以南，统称汉西建材大市场。
1999年6月，增开汉口至广州、汉口至福州的每日货运专列，旨在供给建材市场的物资。2000年3月，汉丹线上的新墩站、舵落口站交由车站管理，车站不再办理客运业务。2001年6月，汉阳站及该站货场划归车站管理。2007年12月25日，王家墩机场停止使用，车站至王家墩机场的专用线废弃。至2017年，车站零担货场已改建为汉西建材市场，集装箱货场仍在使用。根据95306所公示的车站信息，目前汉西货场已经完全停用，车站当下仅办理接发列车业务。

## 图片

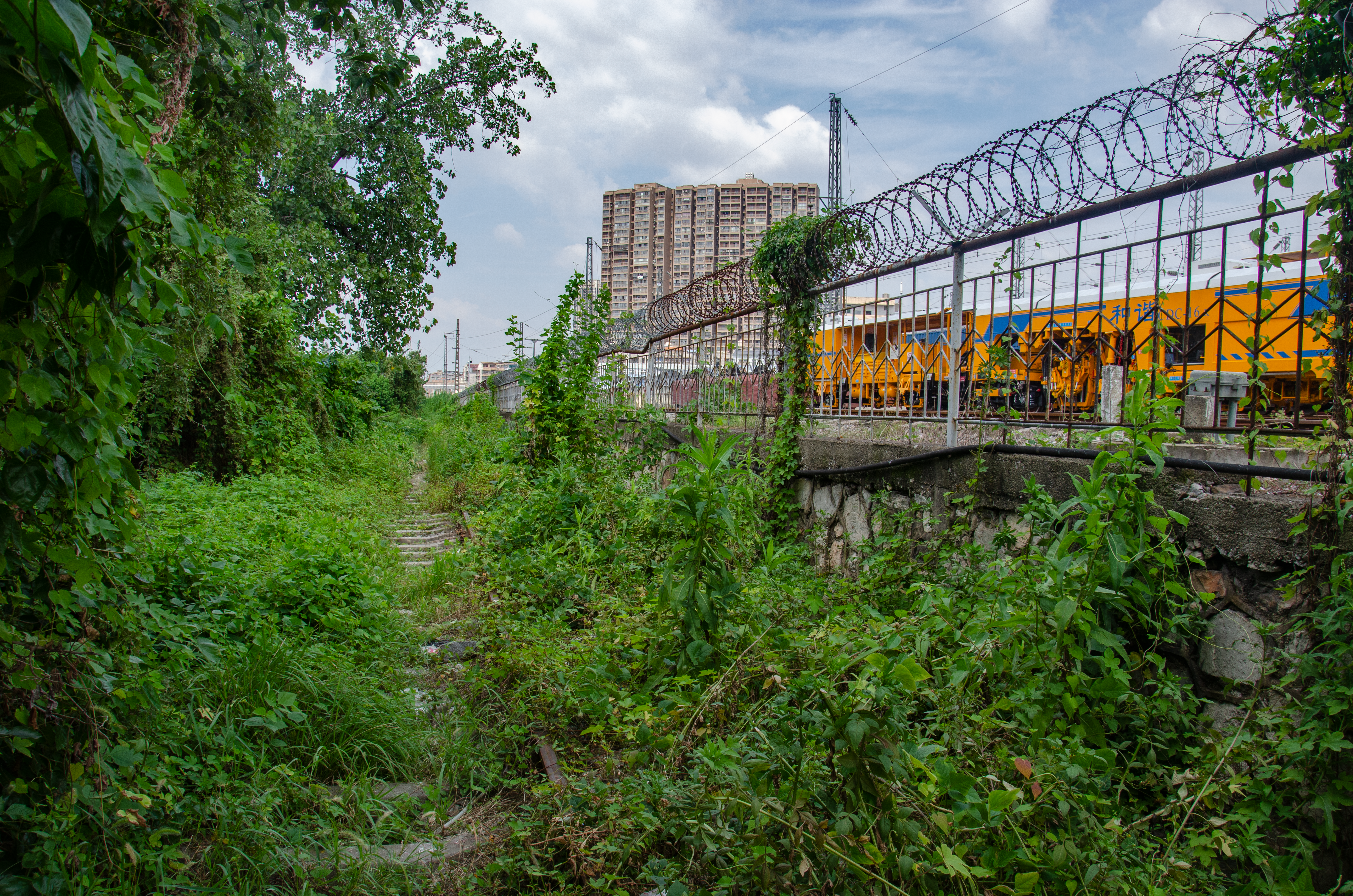
位于车站调车场一侧的货场线遗迹（2023年8月）
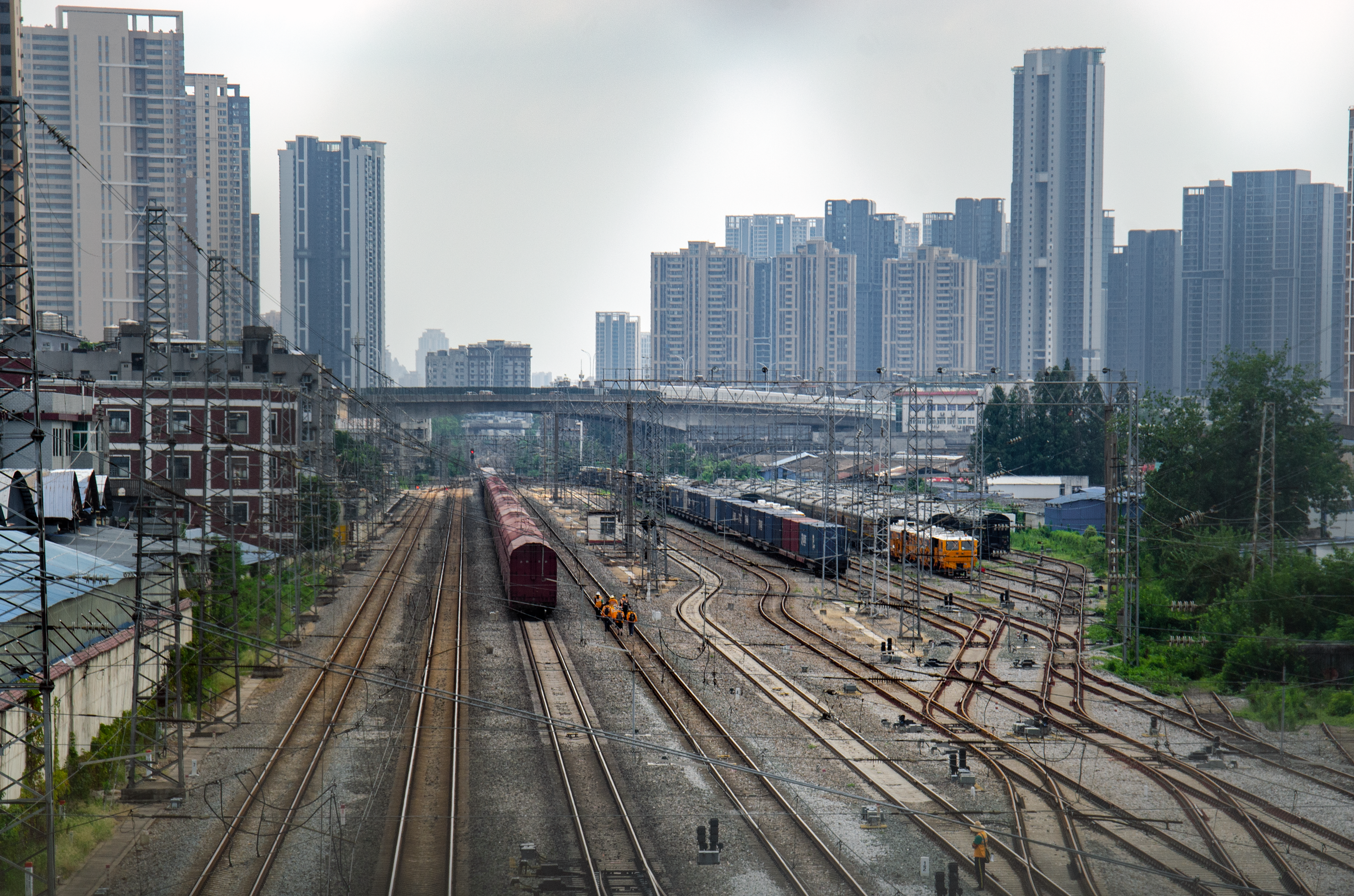
自汉西站天桥望车站站场（2023年8月）
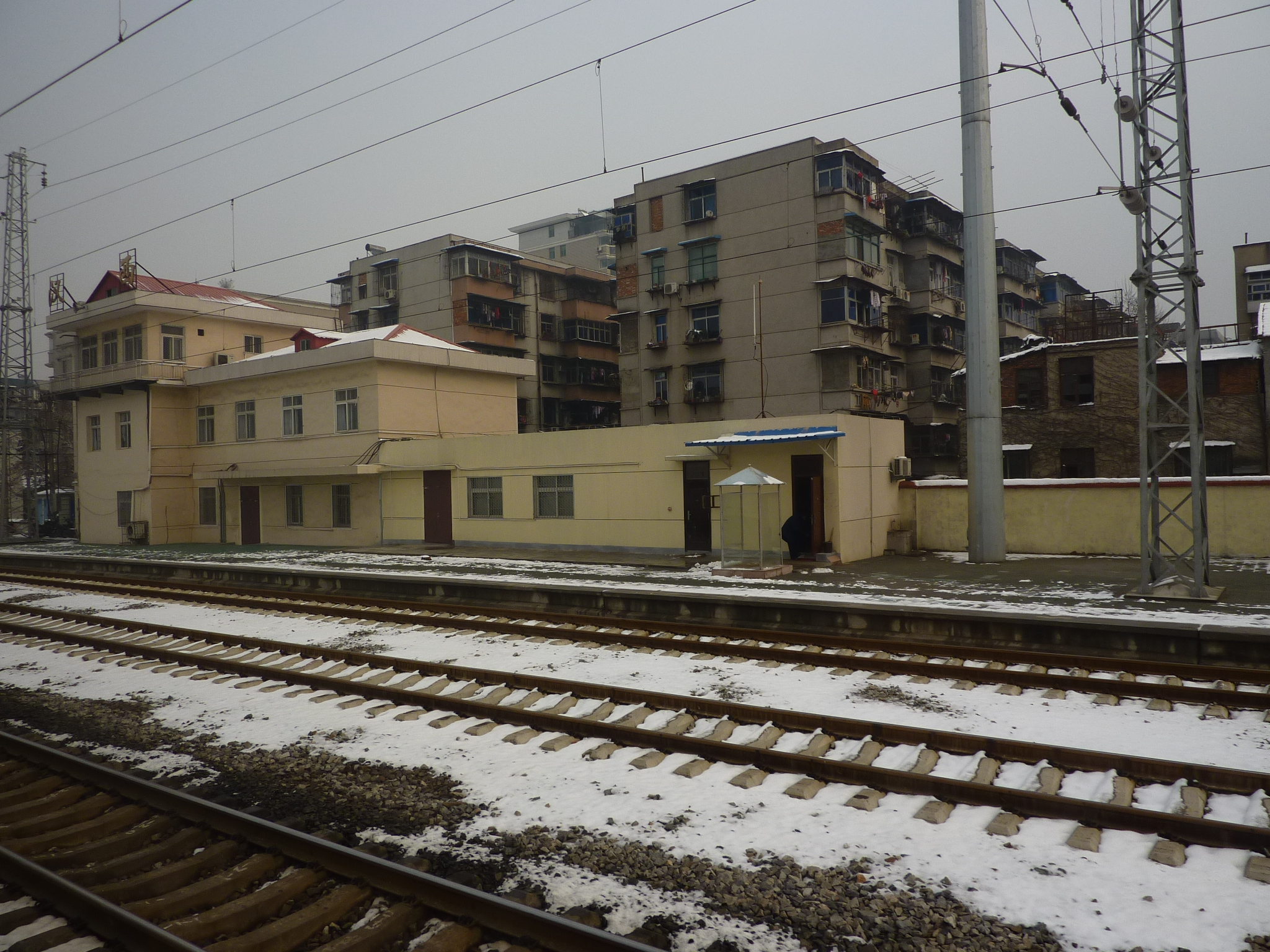
车站站房（2011年）